# Ertinghausen
Ertinghausen is een plaats in de Duitse gemeente Hardegsen, deelstaat Nedersaksen, en telt 140 inwoners.